# Bonannus z Roia
Blahoslavený Bonannus z Roia, O.S.B. (okolo 1190, Poggio di Roio – 13. století) byl italský poustevník v blízkosti své rodné obce.

## Život
Poté byl zakladatelem kláštera svatého Vavřince v Poggio di Roio (dnes svatyně Madonna di Roio) kde se stal benediktem celestinem.
Zemřel někdy v 13. století. Pohřben byl v klášterním kostele. Roku 1610 byl klášter uzavřen a jeho ostatky byly přeneseny do baziliky Santa Maria di Collemaggio v L'Aquile.

## Úcta
Katolická církev ho uctívá jako blahoslaveného. Jeho svátek se slaví 1. ledna.